# Harvard House
Harvard House est une maison à colombages du XVIe siècle de style Tudor et un « musée de l'étain » de Stratford-upon-Avon dans le Warwickshire en Angleterre où le grand-père et la mère du pasteur protestant philanthrope John Harvard (1607-1638) ont vécu.

## Historique
En 1595 cette maison est construite par Thomas Rogers (grand-père maternel du célèbre bienfaiteur de l'université Harvard John Harvard). Elle est devenue ensuite la maison de Katherine Rogers (mère de John Harvard).

## Musée de l'étain
En 1995 Harvard House (propriété la Fondation Shakespeare Birthplace Trust) est devenue un « musée de l'étain » qui expose la « collection Neish ». Cette collection comprend des éléments allant de l'époque romaine aux années 1930 avec une partie importante datant des XVIe et XVIIe siècles.